# Kovács Mihály (piarista hittanár)
Kovács Mihály, szerzetesi neve: Szt. Imréről nevezett Mihály, a piarista rendi névtárakban: „ifjabb” (Algyő, 1920. január 8. – Szeged, 2002. október 23.) piarista szerzetes, hittanár, plébános, cserkésztiszt

## Tanulmányai
1930-tól a szegedi piarista gimnázium diákja volt. „Hatvanhárman voltunk az osztályban. A kezdeti nehézségek után év végén már osztályfőnököm kiállított az osztály elé példaképnek, hogy hogyan kell egy év alatt fölfejlődni a jeles osztályzatig. Az első negyedévkor még édesanyám tésztanyújtás közben hullatta a könnyeit a levestésztára a rovók és intő miatt. De aztán minden jóra fordult. … Két évig ministráns fiúnak szegődtem a Rendházba. Fél hatkor bent kellett lennem. Ennek fejében reggelit és ebédet kaptam a konyhán, mert szüleim két évig Pesten laktak, ahol munkát találtak” – emlékezett vissza.
Érettségi után, 1938-ban belépett a piarista rendbe. A váci noviciátus után egy évet a budapesti Kalazantinumban tanult teológiát, majd tanulmányait 1940-től 1943-ig a római Gregoriana Pápai Egyetemen folytatta, ahol baccalaeuretus címet szerzett. 1943-ig. Végül teológiai tanulmányait 1943/1944-ben a Kalazantinumban fejezte be. Eközben 1942. december 8-án örökfogadalmat tett, 1943. április 10-én pedig pappá szentelték.

## Gimnáziumi hittanár Szegeden
Hittanári munkáját 1944-től Szegeden, egykori iskolájában kezdte, ahol a következő hónapokban részese lett a város oroszok általi elfoglalásának, majd a piarista gimnázium és rendház 1945 februárjától októberig tartó lefoglalásának. Részt vett a Piarista konviktus vezetésében, amelyet részben falusi ösztöndíjas növendékek töltöttek föl. 1946 tavaszától egy ideig nem is rendházban, hanem a konviktus Párizsi körúton található épületében lakott. Az 1946/1947. tanévben a konviktus igazgatója volt. Ekkor a konviktus nagyobbik részét (70-ból 40 diákot) már a piarista rendházban helyezték el, a téli hidegben pedig  – mivel a Párizsi körúti házat nem tudták fűteni – mindenkit oda költöztettek. A piarista gimnáziumhoz tartozott 1946-tól a Szent Gellért római katolikus általános iskola, a melynek felső tagozatát (fokozatosan) a gimnázium 1-2. osztályaiból, alsó tagozatát pedig a soproni orsolyita nővérek elemi iskolájából szervezték. Kovács Mihály 1946/1947-ben  ennek alsó tagozatán (ahová főként lányok jártak) is tanított hittant.
Diákjai elsősorban nyugodt és megbízható természete miatt szerették. Amikor az 1947. március 21-én a Gizella téren (a piarista gimnázium előtt) a kötelező hitoktatás eltörlése elleni diáktüntetést botokkal és verőeszközökkel felszerelt munkások rohanták meg, Kovács Mihály volt az, aki a gimnázium kapuja előtt állt, nyitotta és zárta a kaput, hogy beengedje a menekülő lányokat (és ne engedje ki a tüntetéstől eltiltott piarista diákokat).
Gimnazista kora óta részt vett a cserkészetben. 1944 októberében rendtársával, Zömbik Miklóssal együtt ő indította újra az iskola cserkészcsapatát (82. sz. Zrínyi cserkészcsapat). 1945 őszétől a Winnetou raj parancsnoka volt, az utolsó tábort az államosítás után, 1948-ban Aggteleken tartotta.
A piarista gimnázium államosítása után 1948 szeptemberétől a Szeged-Belvárosi plébánia (Fogadalmi templom, dóm) segédlelkésze lett, decembertől pedig – Lengyel József elhelyezése után, egyetlen piaristaként – az államosított gimnázium hittanára. 1949-ben a gimnázium megszűnt, de 1949 szeptemberétől rendtársaival együtt a püspöki teológiai előkészítő iskolában, a kispapoknak tanított tovább hittant és lélektant.

## A csanádi egyházmegye szolgálatában
1950. június 10-én hajnalban az államvédelmi hatóság öt más szegedi piaristával őt is elhurcolta Vácra, ahol három hónapra a püspöki palotába internálták. Szeptemberben térhetett vissza Szegedre. Még egy évig taníthatott a a püspöki teológiai előkészítő iskolában, amelyet 1951-ben a kommunista hatóság szintén megszüntetett. Onnantól kezdve már csak a Dóm segédlelkészeként működött.
Eközben bekapcsolódott a Bulányi György és Török Jenő által összefogott mozgalomba, amely a hitoktatás beszűkített lehetőségei helyett „kiscsoportok” szervezésével kísérelte meg „az egyre terjedő marxista eszmeáramlat ellensúlyozását”. A 4-6 fős csoportok magánlakásokon találkoztak, ahol Kovács Mihály erkölcstant és egyháztörténelmet tanított. A csoportok számára cserkészmódra táborokat és túrákat szervezett.
Bulányiék 1952. évi letartóztatása során elkerülte a hatóságok figyelmét, ám amikor 1954-től rendtársával, Kartal Józseffel együtt fölélesztették a szegedi dóm énekkarát, az államvédelem 1955 őszén őt is letartóztatta. Azzal vádolták, hogy „egy széleskörű ellenforradalmi ifjúsági mozgalom vezetője Csongrád megye területén." Nem ítélték el jogérvényesen, de egészen az 1956-os forradalomig börtönben volt.
Szabadulása után  Hamvas Endre püspök Zákányszékre küldte káplánnak. 1957-től a makó-belvárosi plébánián, 1962-től Battonyán, 1963-tól Óföldeákon volt káplán. 1970-től Mezőhegyes, majd 1976-tól Csanádapáca plébánosa volt.

## Visszatérés Szegedre
Végül 1985-ben visszatérhetett Szegedre, mint felsővárosi plébános. Itt a rendszerváltáskor kulcsszerepe volt a piarista rendház és gimnázium újjáélesztésében. 1990-től 1999-ig ő volt az újjáéledő szegedi piarista rendház első házfőnöke, és 1991-től a piarista gimnázium is a felsővárosi templom mellett, a minorita kolostorban, illetve konténerekben kezdte meg a tanítást. Amikor 1999-ben elkészült a rendház és gimnázium új épülete a Külső-Rókuson, oda már nem költözött át. Utolsó éveit a Szeged-Csanádi egyházmegye papi otthonában töltötte.